# محاصره پایگاه هوایی ابوظهور
محاصره پایگاه هوایی ابوظهور حمله شورشیان سوری به پایگاه هوایی ابوظهور در دوران جنگ داخلی سوریه بود. این پایگاه از سپتامبر ۲۰۱۲ توسط شورشیان محاصره شده بود و در ۹ سپتامبر ۲۰۱۵ به کنترل نیروهای شورشی و جهادی درآمد.